# 177
Het jaar 177 is het 77e jaar in de 2e eeuw volgens de christelijke jaartelling.

## Gebeurtenissen

### Italië
- In Rome wordt Commodus (15 jaar) door de Senaat gekozen tot jongste consul van het Imperium Romanum.
- Commodus krijgt de eretitel Augustus ("de verhevene") en wordt medekeizer van zijn vader Marcus Aurelius.
- Marcus Aurelius begint in Rome een christenvervolging. De volgelingen houden zich schuil in de catacomben.

### Balkan
- De Marcomannen en de Quadi bedreigen opnieuw de Donaugrens, in Pannonië worden de castella versterkt.

### Europa
- In Zuid-Gallië worden de kerken verwoest. Onder andere in Lyon is er een grote christenvervolging. De 90-jarige bisschop Pothinus van Lyon komt als martelaar om het leven. Na de vervolging wordt Ireneüs, die vermoedelijk is ontsnapt aan de vervolging als gevolg van zijn missie naar Rome, aangesteld als bisschop van Lyon.

## Overleden
- Herodes Atticus (76), Grieks redenaar en retoricus